# Социјална карта
Социјална карта представља јединствену и централизовану евиденцију у електронском облику која садржи тачне и ажурне податке о социјално-економском статусу појединца и са њим повезаних лица и која омогућава корисницима података да обављају послове обраде података ради утврђивања чињеница неопходних за остваривање права и услуга из области социјалне заштите.

## Историја
Потреба за увођењем социјалних карата садржана је у експозеу о Програму Владе Републике Србије у Народној скупштини 28. јуна 2017. године.  Регистар  је успостављен од 1. марта 2022. године. Године 2023, на евиденцији је било 176.580 лица која су примала новчану социјалну помоћ.  Циљ успостављања Социјалне карте је постојање јединствене и централизоване евиденције, у електронском облику која садржи тачне и ажурне податке о социјално-економском статусу појединца и са њим повезаних лица и која омогућава корисницима података да обављају послове обраде података ради утврђивања чињеница неопходних за остваривање права и услуга из области социјалне заштите, а посебно ради ефикаснијег остваривања права и услуга социјалне заштите, праведније расподеле социјалне помоћи, унапређења ефикасности и про-активности рада органа у области социјалне заштите, обезбеђивања подршке у дефинисању и обликовању социјалне политике и праћења укупних ефеката мера социјалне заштите, као и обезбеђивање ажурних података о корисницима за случај ванредне ситуације. 

## Критике
Невладине организације упозоравају да систем заснован на алгоритском одлучивању искључиво користи огроман број података (око 135 личних и повезаних лица), али без довољне дискреције социјалних радника. Систем не узима у обзир животне услове — као кућне околности, болести, сиромаштво — већ ослања се строго на новодобијени приход, често погрешно евидентиран. То доводи до тога да особе које никако нису „превариле систем“ остају без помоћи због нетачних или неадекватних података.  Иницијатива А11 и други стручњаци упозоравају да у земљама региона, где су социјалне карте уведене, број прималаца помоћи се знатно смањује. У Србији, процењује се да је више десетина хиљада људи лишено права на новчану помоћ упркос стварној потреби и да то може да упућује да држава користи овај систем као средство контроле и смањења издвајања, уместо да интензивира социјалну подршку угроженима. 
Обраду података у „социјалној карти“ карактерише ризик од кршења права и трансгресије закона о заштити података, јер закон није усаглашен са сврхом обраде. А11 је поднела иницијативу Уставном суду због таквих неправилности у обради 135 група података. Недовољна едукација запослених и нетранспарентност у раду система онемогућавају грађанима да оспоре грешке, док злостављање особа из маргинализованих група остаје некажњено.
Због различитих системских грешака, у протекле три године је скоро 60.000 материјално угрожених корисника искључено из система социјалне заштите.